# Necropoli di Santa Rosa
La necropoli di Santa Rosa, che fa parte della necropoli romana della via Triumphalis, è una necropoli romana scoperta nel 2003 nella Città del Vaticano durante i lavori per la realizzazione del parcheggio di Santa Rosa.
Ha la particolarità di contenere soprattutto tombe della classe bassa (schiavi e liberti) ed è databile dal 23 a.C. al 337. 
Si è conservata grazie anche ad una frana della collina sovrastante che l'ha ricoperta.
Lo scavo, condotto dagli archeologi dei Musei Vaticani, ha portato alla luce circa quaranta edifici sepolcrali e più di duecento sepolture singole, quasi tutte in ottimo stato di conservazione, tra cui il sarcofago di Publio Cesilio Vittorino (270-290), scolpito a bassorilievo, e la tomba a camera dei Passieni, contenente due are risalenti una all'età di Nerone (54-68) e l'altra alla dinastia dei Flavi (69-96), ed è stata scoperta anche una scritta su una lapide di tale Lucio Sutorio Abascanto, morto addirittura a 90 anni: "... qui vixit annis LXXXX..." recita l'epigrafe. 
Di particolare interesse i cippi, le lastre e le stele, spesso dotate di iscrizioni che indicano il mestiere o il luogo d'origine dei personaggi sepolti, e i corredi tombali.